# Ahmed Reda Tagnaouti
Ahmed Reda Tagnaouti (Fès, 5 aprile 1996) è un calciatore marocchino, portiere del Moghreb Tétouan.

## Carriera

### Nazionale
È stato incluso nella lista dei convocati della nazionale marocchina per i Mondiali 2018.
Nel novembre del 2022, è stato convocato dal CT Walid Regragui per disputare la fase finale dei Mondiali in Qatar, in cui non è sceso in campo (essendo riserva sia di Bono, sia di Munir Mohand Mohamedi), ma ha contribuito comunque al quarto posto finale del Marocco. In seguito al risultato storico ottenuto, nel dicembre successivo Tagnaouti e il resto della rosa marocchina sono stati insigniti dell'Ordine del Trono durante un ricevimento al Palazzo Reale di Rabat.

## Statistiche

### Cronologia presenze e reti in nazionale
| Cronologia completa delle presenze e delle reti in nazionale ― Marocco | Cronologia completa delle presenze e delle reti in nazionale ― Marocco | Cronologia completa delle presenze e delle reti in nazionale ― Marocco | Cronologia completa delle presenze e delle reti in nazionale ― Marocco | Cronologia completa delle presenze e delle reti in nazionale ― Marocco | Cronologia completa delle presenze e delle reti in nazionale ― Marocco | Cronologia completa delle presenze e delle reti in nazionale ― Marocco | Cronologia completa delle presenze e delle reti in nazionale ― Marocco |
| Data                                                                   | Città                                                                  | In casa                                                                | Risultato                                                              | Ospiti                                                                 | Competizione                                                           | Reti                                                                   | Note                                                                   |
| ---------------------------------------------------------------------- | ---------------------------------------------------------------------- | ---------------------------------------------------------------------- | ---------------------------------------------------------------------- | ---------------------------------------------------------------------- | ---------------------------------------------------------------------- | ---------------------------------------------------------------------- | ---------------------------------------------------------------------- |
| 10-10-2017                                                             | Bienne                                                                 | Corea del Sud                                                          | 1 – 3                                                                  | Marocco                                                                | Amichevole                                                             | -1                                                                     | 46’                                                                    |
| 27-3-2018                                                              | Casablanca                                                             | Marocco                                                                | 2 – 0                                                                  | Uzbekistan                                                             | Amichevole                                                             | -                                                                      | 46’                                                                    |
| Totale                                                                 |                                                                        | Presenze                                                               | 2                                                                      |                                                                        | Reti                                                                   | -1                                                                     |                                                                        |

## Palmarès

### Competizioni nazionali
- Campionato marocchino: 4

Wydad Casablanca: 2016-2017, 2018-2019, 2020-2021
IR Tanger: 2017-2018

#### Competizioni internazionali
- CAF Champions League: 1

Wydad Casablanca: 2021-2022